# Reithrodontomys
Reithrodontomys es un género de roedores que pertenecen a la familia Cricetidae. Agrupa a 21 especies nativas de América.

## Especies
Se reconocen las siguientes especies:
- subgénero Reithrodontomys
  - Reithrodontomys burti
  - Reithrodontomys chrysopsis
  - Reithrodontomys fulvescens
  - Reithrodontomys hirsutus
  - Reithrodontomys humulis
  - Reithrodontomys megalotis
  - Reithrodontomys montanus
  - Reithrodontomys raviventris
  - Reithrodontomys sumichrasti
  - Reithrodontomys zacatecae
- subgénero Aporodon
  - Reithrodontomys bakeri
  - Reithrodontomys brevirostris
  - Reithrodontomys creper
  - Reithrodontomys darienensis
  - Reithrodontomys gracilis
  - Reithrodontomys mexicanus
  - Reithrodontomys microdon
  - Reithrodontomys paradoxus
  - Reithrodontomys rodriguezi
  - Reithrodontomys spectabilis
  - Reithrodontomys tenuirostris